# 후타마타혼마치역
후타마타혼마치역(일본어: 二俣本町駅)은 일본 시즈오카현 하마마쓰시 덴류구에 있는 덴류하마나코 철도의 철도역이다.
덴류 구 후타마타 쵸의 변두리에 있는 덴류후타마타역보다 후타마타 지구 중심부에 가깝다.

## 역세권 정보
- 덴류 우체국
- 시즈오카 현립 후타마타 고등학교
- 시즈오카 현립 덴류 임업 고등학교
- 하마마쓰시 덴류 구약소 (구 덴류 시약소)
- 후타마타 성터
- 국도 제152호선
- 국도 제362호선
- 도바야마 공원

## 역사
- 1956년 12월 15일 - 국철 후타마타 선의 역으로 개업.
- 1958년 11월 1일 - 엔슈 철도의 동차가 니시카지마역에서 당역 경유로 도토미 후타마타 역까지 직통 운행 개시.
- 1966년 10월 1일 - 엔슈 철도의 동차 직통 운행 폐지.
- 1987년 3월 15일 - 후타마타 선이 제3섹터 철도인 덴류 하마나코 철도로 전환.

## 인접역
| 덴류하마나코 철도 ■ 덴류하마나코 선 | 덴류하마나코 철도 ■ 덴류하마나코 선 | 덴류하마나코 철도 ■ 덴류하마나코 선 |
| ----------------------------------- | ----------------------------------- | ----------------------------------- |
| 덴류 후타마타 가케가와 방면         | 보통                                | 니시카지마 신조하라 방면            |